# سويدش أورفان بايوفيتروم
سوبي (بالإنجليزية: Sobi)‏، والاسم الكامل هو: سويدش أورفان بايوفيتروم (بالإنجليزية: Swedish Orphan Biovitrum AB (publ))‏ هي شركة عالمية مختصة بالرعاية الصحية ومكرسة للأمراض النادرة ومقرها في ستوكهولم في السويد.

## التاريخ
يعود أصل الشركة إلى شركات كانت تعمل في تطوير البروتين والتي صارت جزءا من كابي فيتروم.
تأسست بايوفيتروم عام 2001 من اندماج عدد من وحدات شركة فارماسيا (التي تمتلكها فايزر حاليا).
في عام 2002، باعت الشركة القسم المتخصص بالصناعة الصيدلانية إلى أوكتافارما لتتفرغ لتطوير البروتينات والجزئيات الدوائية الصغيرة.
في عام 2004، بدأت الشركة بتصنيع أدوية بروتينية تستخدم في الهيموفيليا هما ريفاكتو® وريفاكتو/كسينتا® لصالح شركة وايث (تتبع فايزر حاليا) وسوقت أدوية ريفاكتو® وميمبارا® وكينرت® في دول الشمال.
في عام 2005، استحوذت على شركة أريكسس السويدية المتخصصة بالتقانة الحيوية.
في عام 2006، تعاونت مع شركة سينتونكس (بيوجن آيدك لاحقا) في علاج للهيموفيليا نوع ب، وفي عام 2007 تعاونتنا على علاج للهيموفيليا نوع أ.
وفي عام 2008، اتفقت مع شركة أمجن على الاستحواذ على كيبيفانس® وستغمن® بالإضافة للرخصة العالمية لكينرت®.
وفي عام 2009، استحوذت إنفستر على 21٪ من بايوفيتروم.
وفي عام 2010، استحوذت على شركة سويدش أورفان إنترناشينال (بالإنجليزية: Swedish Orphan International)‏ الرائدة في الأدوية اليتيمة لتأخذ تسميتها الحالية، كذلك أعادت هيكلة اتفاقيتها مع بيوجن آيدك بخصوص أدوية الهيموفيليا.